# اتین مندی
اتین مندی (انگلیسی: Étienne Mendy؛ زادهٔ ۱۴ ژوئن ۱۹۶۹) بازیکن فوتبال اهل فرانسه است.
از باشگاه‌هایی که در آن بازی کرده‌است می‌توان به باشگاه فوتبال سن-اتین، باشگاه فوتبال کان، باشگاه فوتبال سوشو، و باشگاه فوتبال نیم المپیک اشاره کرد.